# Alpiner Australia New Zealand Cup 2017
Die Saison 2017 des alpinen Australia New Zealand Cups wurde von Ende August bis Anfang September 2017 an zwei Austragungsorten in Australien und Neuseeland veranstaltet und war – wie auch die anderen Kontinentalrennserien des internationalen Ski-Verbandes FIS – ein Unterbau zum Weltcup. Sie zählt laut FIS-Regularien bereits zur jahresübergreifenden Wettbewerbssaison 2017/2018. Für Herren und Damen wurden jeweils acht Rennen organisiert und beide Konkurrenzen reisten gemeinsam zu den Wettkämpfen. 
Als dritte Station war ursprünglich das Skigebiet am neuseeländischen Mount Hutt vorgesehen. Dort sollten jeweils vier Rennen im Super-G ausgetragen werden. Die Wettbewerbe wurden jedoch abgesagt, sodass in der Saison 2017 in dieser Disziplin keine Wertungsläufe stattfanden.

## Podestplatzierungen Herren

### Slalom
| Datum      | Ort                | 1. Platz      | 2. Platz            | 3. Platz       |
| ---------- | ------------------ | ------------- | ------------------- | -------------- |
| 23.08.2017 | Thredbo (AUS)      | Linus Straßer | Robby Kelley        | Kryštof Krýzl  |
| 24.08.2017 | Thredbo (AUS)      | Linus Straßer | Stefan Luitz        | Robby Kelley   |
| 30.08.2017 | Coronet Peak (NZL) | Manuel Feller | Marc Rochat         | Stefan Luitz   |
| 31.08.2017 | Coronet Peak (NZL) | Marc Rochat   | Steffan Winkelhorst | Michael Ankeny |

### Riesenslalom
| Datum      | Ort                | 1. Platz     | 2. Platz      | 3. Platz      |
| ---------- | ------------------ | ------------ | ------------- | ------------- |
| 21.08.2017 | Thredbo (AUS)      | Adam Barwood | Willis Feasey | Daniel Meier  |
| 22.08.2017 | Thredbo (AUS)      | Daniel Meier | Andreas Žampa | Kryštof Krýzl |
| 29.08.2017 | Coronet Peak (NZL) | Erik Read    | Magnus Walch  | Manuel Feller |
| 01.09.2017 | Coronet Peak (NZL) | Erik Read    | Magnus Walch  | Kryštof Krýzl |

### Super-G
| Datum      | Ort              | 1. Platz         | 2. Platz         | 3. Platz         |                  |
| ---------- | ---------------- | ---------------- | ---------------- | ---------------- | ---------------- |
| 05.09.2017 | Mount Hutt (NZL) | Rennen abgesagt. | Rennen abgesagt. | Rennen abgesagt. | Rennen abgesagt. |
| 05.09.2017 | Mount Hutt (NZL) | Rennen abgesagt. | Rennen abgesagt. | Rennen abgesagt. | Rennen abgesagt. |
| 06.09.2017 | Mount Hutt (NZL) | Rennen abgesagt. | Rennen abgesagt. | Rennen abgesagt. | Rennen abgesagt. |
| 06.09.2017 | Mount Hutt (NZL) | Rennen abgesagt. | Rennen abgesagt. | Rennen abgesagt. | Rennen abgesagt. |

## Podestplatzierungen Damen

### Slalom
| Datum      | Ort                | 1. Platz        | 2. Platz              | 3. Platz              |
| ---------- | ------------------ | --------------- | --------------------- | --------------------- |
| 23.08.2017 | Thredbo (AUS)      | Estelle Alphand | Maria Pietilä Holmner | Sara Hector           |
| 24.08.2017 | Thredbo (AUS)      | Sara Hector     | Magdalena Fjällström  | Maria Pietilä Holmner |
| 30.08.2017 | Coronet Peak (NZL) | Estelle Alphand | Mina Fürst Holtmann   | Katharina Liensberger |
| 31.08.2017 | Coronet Peak (NZL) | Chiara Mair     | Katharina Liensberger | Martina Dubovská      |

### Riesenslalom
| Datum      | Ort                | 1. Platz            | 2. Platz            | 3. Platz              |
| ---------- | ------------------ | ------------------- | ------------------- | --------------------- |
| 21.08.2017 | Thredbo (AUS)      | Sara Hector         | Julia Mutschlechner | Alice Robinson        |
| 22.08.2017 | Thredbo (AUS)      | Sara Hector         | Julia Mutschlechner | Estelle Alphand       |
| 28.08.2017 | Coronet Peak (NZL) | Mina Fürst Holtmann | Kristin Lysdahl     | Maria Pietilä Holmner |
| 29.08.2017 | Coronet Peak (NZL) | Sara Hector         | Kristin Lysdahl     | Katharina Liensberger |

### Super-G
| Datum      | Ort              | 1. Platz         | 2. Platz         | 3. Platz         |                  |
| ---------- | ---------------- | ---------------- | ---------------- | ---------------- | ---------------- |
| 05.09.2017 | Mount Hutt (NZL) | Rennen abgesagt. | Rennen abgesagt. | Rennen abgesagt. | Rennen abgesagt. |
| 05.09.2017 | Mount Hutt (NZL) | Rennen abgesagt. | Rennen abgesagt. | Rennen abgesagt. | Rennen abgesagt. |
| 06.09.2017 | Mount Hutt (NZL) | Rennen abgesagt. | Rennen abgesagt. | Rennen abgesagt. | Rennen abgesagt. |
| 06.09.2017 | Mount Hutt (NZL) | Rennen abgesagt. | Rennen abgesagt. | Rennen abgesagt. | Rennen abgesagt. |

## Cupwertungen

### Herren
| Disziplin            | 1. Platz      | 1. Platz | 2. Platz      | 2. Platz | 3. Platz            | 3. Platz |
| Disziplin            | Name          | Punkte   | Name          | Punkte   | Name                | Punkte   |
| -------------------- | ------------- | -------- | ------------- | -------- | ------------------- | -------- |
| Gesamtwertung        | Kryštof Krýzl | 283      | Andreas Žampa | 269      | Magnus Walch        | 263      |
| Slalom-Wertung       | Linus Straßer | 200      | Stefan Luitz  | 190      | Steffan Winkelhorst | 187      |
| Riesenslalom-Wertung | Andreas Žampa | 220      | Daniel Meier  | 210      | Magnus Walch        | 204      |

### Damen
| Disziplin            | 1. Platz    | 1. Platz | 2. Platz            | 2. Platz | 3. Platz              | 3. Platz |
| Disziplin            | Name        | Punkte   | Name                | Punkte   | Name                  | Punkte   |
| -------------------- | ----------- | -------- | ------------------- | -------- | --------------------- | -------- |
| Gesamtwertung        | Sara Hector | 605      | Estelle Alphand     | 365      | Maria Pietilä Holmner | 294      |
| Slalom-Wertung       | Sara Hector | 255      | Estelle Alphand     | 229      | Nathalie Eklund       | 167      |
| Riesenslalom-Wertung | Sara Hector | 350      | Julia Mutschlechner | 200      | Mina Fürst Holtmann   | 160      |